# Melitaea aethereaeformis
Melitaea aethereaeformis är en fjärilsart som beskrevs av Ruggero Verity 1919. Melitaea aethereaeformis ingår i släktet Melitaea och familjen praktfjärilar. Inga underarter finns listade i Catalogue of Life.